# María de la Encarnación Guyart
María de la Encarnación Guyart (Tours, 28 de octubre de 1599-Quebec, 30 de abril de 1672), nacida Marie Guyart Martin, fue una religiosa católica francesa, de la Compañía de Santa Úrsula y fundadora de la Unión Canadiense de la Orden de Santa Úrsula. Es venerada como santa en la Iglesia católica.

## Biografía
Marie Guyart nació en el seno de familia de panaderos de profundas raíces cristianas. Sus padres fueron Florent Guyart y Jeanne Michele. Desde niña fue objeto de experiencias místicas. A la edad de 17 años se casó Claude Martin, trabajador de la seda, con quien tuvo un hijo de mismo nombre que posteriormente profesaría en los benedictinos. Enviudó muy joven pero no decidió contraer nuevas nupcias. Sintió la llamada a la vocación religiosa e intentó ingresar a las carmelitas o a las Feuillants, sin embargo, no fue si no hasta 1631 que fue aceptada en el monasterio de las ursulinas de Tours, de la congregación de Burdeos. Allí tomó el nombre de María de la Encarnación.
En dicho monasterio tuvo contacto con misioneros jesuitas destinados a Canadá. Con la ayuda de estos y de una bienhechora adinerada, abrió el primer monasterio de ursulinas en Canadá, en Quebec, para la atención de una escuela para niñas indígenas. Para tal empresa consiguió la ayuda de personal de diversas congregaciones ursulinas, para las cuales preparó una nueva regla de vida, aprobada por el obispo de Quebec, François de Montmorency-Laval, en 1662. Murió en Quebec el 30 de abril de 1672.
Los monasterios de ursulinas canadienses se unieron en una congregación, en 1953, con el nombre de Unión Canadiense de la Orden de Santa Úrsula.

## Culto
El proceso información con miras a su beatificación fue introducido el 26 de septiembre de 1897. Fue declarada venerable por el papa Pío X el 19 de julio de 1911. Exonerada del milagro requerido, el 15 de marzo de 1980, fue beatificada por el papa Juan Pablo II el 22 de junio de 1980 y canonizada por el papa Francisco el 3 de abril de 2014, por medio de la canonización equipolente.
El Martirologio romano recuerda su memoria el 30 de abril. La Iglesia anglicana de Canadá la incluyó en su calendario. En Canadá goza de mucha devoción, muchas escuelas están dedicadas a ella, al igual que un centro de estudios teológicos, una escultura en frente del parlamento, una película dirigida por Jean-Daniel Lafond (2008), y un edificio en el centro de Qúebec.